# Driepausenjaar
Met het Driepausenjaar wordt over het algemeen 1978 bedoeld. In dat jaar moest het College van Kardinalen  van de Rooms-Katholieke Kerk twee keer in conclaaf bijeenkomen. Na de dood van Paus Paulus VI op 6 augustus 1978 koos het College Albino Luciani op 26 augustus als Paus Johannes Paulus I. Na diens onverwachte dood op 28 september van hetzelfde jaar werd Karol Józef Wojtyła op 16 oktober tot Paus Johannes Paulus II gekozen. De term Driepausenjaar doet denken aan het Driekeizerjaar, toen in 1888 in het Duitse Keizerrijk drie keizers elkaar opvolgden (Wilhem I, Frederik III en Wilhelm II), het Driekoningenjaar (1936) in het Verenigd Koninkrijk met George V, Eduard VIII en George VI, en aan het Vierkeizerjaar in de Romeinse oudheid, toen in korte tijd (68-69) vier keizers elkaar opvolgden.

## Andere driepausenjaren
Hoewel met het driepausenjaar over het algemeen 1978 wordt bedoeld, waren er meerdere jaren in de geschiedenis van de Rooms-Katholieke Kerk waarin binnen het jaar drie pausen optraden.
- 752 – Zacharias – Stefanus (II) – Stefanus II (III)
- 827 – Eugenius II – Valentinus – Gregorius IV
- 896 – Formosus – Bonifatius VI – Stefanus VI (VII)
- 1003 – Silvester II – Johannes XVII – Paus Johannes XVIII
- 1187 – Urbanus III – Gregorius VIII – Clemens III
- 1503 – Alexander VI – Pius III – Julius II
- 1555 – Julius III – Marcellus II – Paulus IV
- 1590 – Sixtus V – Urbanus VII – Gregorius XIV
- 1605 – Clemens VIII – Leo XI – Paulus V
- 1978 – Paulus VI – Johannes Paulus I – Johannes Paulus II

## Vierpausenjaar
Er is één jaar waarin de Rooms-Katholieke Kerk door vier pausen werd geleid:
- 1276 – Gregorius X – Innocentius V – Adrianus V – Johannes XXI